# 라두 주데
라두 주데(루마니아어: Radu Jude, 1977년 3월 28일 ~ )는 루마니아의 영화 감독이다.

## 참여 작품

### 감독
- 아페림!
- 나는 야만의 역사로 거슬러가도 상관하지 않는다
- 배드 럭 뱅잉
- 지구 종말이 오더라도 너무 큰 기대는 말라
- 드라큘라

### 각본
- 아페림!

### 조감독
- 아멘 (2002년 영화)
- 라자레스쿠씨의 죽음